# Oxalis conventionensis
Oxalis conventionensis är en harsyreväxtart som beskrevs av A. Lourteig. Oxalis conventionensis ingår i släktet oxalisar, och familjen harsyreväxter. Inga underarter finns listade i Catalogue of Life.